# Смеситель (электроника)
Смеси́тель (смеситель часто́т) — электрическая цепь, создающая спектр комбинационных частот при подаче на неё двух или более сигналов разной частоты.
Смесители ( англ. mixer) являются частью преобразователей частоты в радиоприёмных, радиопередающих и других устройствах, в которых осуществляется генерирование и формирование сигнала.
Смесители подразделяются на два основных типа:
1. Аддитивные, в которых суммируется напряжения сигнала и гетеродина и затем детектируется каким-либо нелинейным элементом.
2. Мультипликативные, в которых напряжения гетеродина и сигнала перемножаются.

В обоих случаях смесители могут быть активными, то есть представлять собой каскад усиления, работающий в нелинейном режиме и обеспечивающий помимо преобразования частоты ещё и усиление сигнала, и пассивными. В пассивных смесителях могут использоваться диоды или полевые транзисторы, работающие в режиме управляемых резисторов. Пассивные смесители обладают большим динамическим диапазоном, так как менее подвержены перегрузкам сильными сигналами.
Простейшим смесителем может являться один нелинейный электрический элемент, например, диод. Более сложные, балансные схемы, содержат несколько диодов и симметрирующие трансформаторы.
Смеситель чаще всего имеет два входа и один выход:
- Вход «Гетеродин» («LO», англ. local oscillator) используется для подачи сигнала гетеродина (некоторой известной немодулированной частоты, относительно которой выполняется преобразование). Этот сигнал должен превышать остальные сигналы по уровню примерно на порядок (на 10 дБ);
- Вход (Выход) «ВЧ» («RF», radio frequency) — частота которую необходимо преобразовать;
- Выход (Вход) «ПЧ» («IF», intermediate frequency) — используются для подачи и получения сигналов низкой и высокой частот, в зависимости от вида работы — преобразование с повышением частоты, или с понижением.

В идеальном перемножающем смесителе при подаче на его входы спектрально чистых синусоидальных сигналов постоянных амплитуд на выходе его формируется сигнал, являющийся суммой следующих синусоидальных сигналов:
1. С суммарной частотой входных сигналов.
2. С разностной частотой входных сигналов {\displaystyle Fif=Flo-Frf}.

В реальном смесителе, из-за его нелинейности для операции перемножения помимо двух сигналов суммы и разности, как у идеального смесителя, на выходе образуются суммы и разности всех частот кратных частотам входных сигналов и гармоники входных частот. Эти паразитные спектральные составляющие в выходном сигнале реального смесителя обычно нежелательны, и должны быть отфильтрованы полосовыми фильтрами или фильтрами нижних частот.
Важным свойством смесителя является то, что преобразование выполняется с сохранением спектра сигнала, то есть его модуляции и прочих параметров с переносом спектра в иную полосу частот.
Существуют цифровые смесители. Например, логический элемент XOR, имеющий два входа и один выход: если подать на его входы достаточно сильные сигналы (например гетеродин 65 МГц и ЧМ сигнал ~70 МГц), то на выходе после ФНЧ можно наблюдать сильный разностный сигнал (ЧМ ~5 МГц), пригодный для дальнейшей непосредственной обработки цифровой схемой.

## Балансные смесители
Смесители, которые выполняют функцию перемножения напрямую, обладают превосходными характеристиками, потому что не дают побочных спектральных составляющих. Одно, достаточно общее свойство таких смесителей то, что они сначала преобразуют входное напряжение (t) в ток, а затем осуществляют перемножение токов. Примером перемножающего смесителя может служить ячейка Гилберта.

## Параметры смесителей
Анализ работы реальных смесителей сложен, и поэтому их эксплуатационные качества определяются множеством характеристик. Ниже приводится список главных технических требований, предъявляемых к смесителям, в порядке убывания их важности.
- Диапазон рабочих частот. Смесители, как правило, применяются в приёмниках, работающих, начиная с очень низких частот до десятков гигагерц. Типичные серийно выпускаемые смесители имеют максимальную рабочую частоту от 100 МГц до 2,5 ГГц. Диапазон рабочих частот является фундаментальной спецификацией проекта, которая в значительной степени определяет конечный выбор типа смесителя.
- Динамический диапазон. Это одна из наиболее важных технических характеристик смесителя. Значительный рост числа используемых передатчиков и наличие источников помех означает, что современные радиоприёмники, как правило, работают в жёстких условиях помех. Даже в случае, когда полезный сигнал имеет очень малый уровень, например, в спутниковых системах связи, от приёмника требуется, чтобы он сохранял работоспособность и характеристики в присутствии сильных мешающих сигналов. Нижний предел динамического диапазона смесителя определяется его коэффициентом шума, в то время как верхний предел определяется уровнями компрессии коэффициента передачи, интермодуляционных составляющих и теплового разрушения.
- Коэффициент шума. Как правило, смесители имеют коэффициент шума в пределах от 6 до 20 дБ. Коэффициент шума пассивных смесителей численно равен потерям преобразования. Коэффициент шума активных смесителей зависит от конфигурации схемы и типов применяемых в ней элементов. Общепринято, но вовсе не обязательно, перед первым смесителем включать малошумящий усилитель для снижения коэффициента шума приёмника в целом.
- Коэффициент передачи. Доступность готовых усилителей, перекрывающих различные участки частотного диапазона, снимает требование наличия у смесителя какого-либо усиления. Более того, избыточное усиление смесителя может отрицательно сказаться на динамическом диапазоне приёмника в целом. В большинстве случаев, наличие больших вносимых потерь преобразования смесителя также нежелательно, особенно при применении пассивных смесителей. Активные смесители обеспечивают коэффициент передачи в диапазоне от −1 до +17 дБ, в то время как пассивные смесители имеют типовое значение потерь преобразования от 5,5 до 8,5 дБ.
- Гетеродинный сигнал. Идеальный смеситель был бы нечувствителен ни к уровню гетеродинного сигнала, ни к уровням содержащихся в нём кратных гармоник, но в реальном случае параметры гетеродина должны соответствовать параметрам смесителя. Пассивные двойные балансные диодные смесители требуют уровень гетеродина от +7 до +23 дБм. Активные смесители требуют уровень гетеродина в пределах от −20 до +30 дБм, в зависимости от применяемого типа. Отсюда следует, что разработка гетеродинного генератора самым тесным образом связана с отобранным типом смесителя.
- Развязка. Развязка представляет собой параметр, характеризующий степень подавления паразитного прохождения сигнала, приложенного к какому-либо порту смесителя, на два других вывода. Единственный сигнал, который должен присутствовать на выходе смесителя — это сигнал промежуточной частоты. Величина развязки зависит от того, является ли смеситель небалансным, простым балансным или двойным балансным. Небалансные смесители вообще не имеют развязки между портами. Двойные балансные смесители обеспечивают наилучшую развязку между всеми тремя выводами.
- Согласование импедансов. Все три порта смесителя должны быть согласованы с соответствующим трактом. В активных смесителях в результате рассогласования обычно снижается коэффициент усиления. Пассивные смесители особенно чувствительны к рассогласованию по выходу промежуточной частоты, в результате чего получаются большие потери преобразования и больший уровень паразитных продуктов преобразования. Независимо от того, какой смеситель применяется в системе, активный или пассивный, для получения оптимальных его параметров должно быть выполнено тщательное согласование его портов с соответствующими трактами.
- Простота разработки и реализации. Достаточно сложные системы трудно как разрабатывать, так и изготавливать. Применение меньшего числа компонентов снижает стоимость системы, увеличивает надёжность, облегчает техническое обслуживание и требует меньшего количества запасных частей.

Чрезмерно сложный проект приводит к значительному удорожанию оборудования, поэтому разработчики должны стремиться к получению максимальных характеристик при минимуме используемых компонентов.

## Некоторые виды смесителей
- Ячейка Гилберта — схема четырёхквадрантного аналогового умножителя, предложенная Барри Гилбертом в 1968 году. Выполняет функцию смесителя или балансного модулятора в большинстве современных радиоприёмников и сотовых телефонов.